# 移動迷宮
《移动迷宫》（英語：The Maze Runner），是詹姆士·达许纳反乌托邦末日题材青年小说三部曲的第一部。该书于2009年10月6日由德拉科特出版社出版，兰登书屋印刷，2014年由20世纪福克斯改编成同名电影。小说的两部续集是《焦土試煉》（2010）和《死亡解药》（2011）。
小说的前传（2012）與另一部前传（2016年）。

## 概要
某日，湯瑪士被送到了被稱為“迷宮幽地”（Glade）的神秘之地，失去了除名字以外的記憶。
他發現迷宮幽地被兩位也曾經被送到這個地方的人擔任領導人，分別是艾爾比和紐特。
林地被巨大的迷宫保衛著。機械生物鬼火獸夜間在其中出没。通往迷宫的大門在日落時分關閉，到了上午才重新打開。
和探索迷宫的居民叫做“飛毛腿”。
不久后，一名昏迷中的女孩抵达时捎来了一张字条，上书“她是最后一个了。”

## 角色
- 湯瑪士（Thomas）：一個十六歲的男孩，醒來時出現在把他带到林地的電梯中，並失去記憶，除了他的名字。他能跟泰瑞莎心靈感應。深色頭髮，性格善良，好奇心很重，精神不錯，後來跟民豪一同成為「飛毛腿」。以前與泰瑞莎一同為W.I.C.K.E.D.效忠。
- 泰瑞莎（Teresa）：進入林地的唯一女孩，也是最後一個進入幽地的人。黑色頭髮，藍眼睛，貌美。以前與湯瑪士一同為W.I.C.K.E.D.效忠。
- 艾爾比（Alby）：林地居民中年纪最大，领导者。他给所有男孩立下生存規則，試圖維持秩序。與助手紐特關係密切，是三十個居民中最先抵達林地的一個。
- 民豪（Minho）：飛毛腿中的領導，负责寻找并描绘出迷宫的出路。喜欢挖苦别人，性急，很是冲动，但也充满魅力，头脑灵活，对朋友们很忠诚。身为飛毛腿，他的状态非常好，是個亞裔男孩，头发黑色，手臂很粗。他成为湯瑪士最好的朋友。
- 查克（Chuck）：在湯瑪士之前来到林地的一位很年轻的胖墩。他立刻跟湯瑪士成为朋友，自己就像是湯瑪士的弟弟。年龄大约12岁。结尾处因幫湯瑪士擋住伽利射出的子彈而死亡。
- 伽利（Gally）：时刻遵循艾爾比的规则的居民。他有強烈的正義感和行動力，不信任并非常讨厌湯瑪士。幽地鬥士中的建筑师。年龄约15岁。他跑出迷宮幽地，最终杀死查克。
- 纽特（Newt）：身材較矮小，金发，操英国口音。他经常用英式的诅咒“血腥”。他曾是一名行者。他对湯瑪士很是亲切、热情、友善。他给湯瑪士起了个绰号“汤米”，两人最终成为好友。他成為艾爾比最亲密的朋友，也是林地的副官，艾爾比后来把领导的位置让给了他。
- 煎锅（Frypan）：林地居民和守卫者的厨师，天赋异禀。
- 克林特（Clint）：医生，跟杰夫密切合作，用鬼火獸抗血清治疗被蛰伤的病人。
- 杰夫（Jeff）：医生。
- 温斯顿（Winston）：幽地鬥士的屠夫，负责屠宰牲畜，有点享受自己的工作。
- 扎特（Zart）：爱作白日梦，是幽地鬥士中的农夫，负责耕种。非常聪明，对湯瑪士很友善，但经常被其他人取笑。

## 发行
2005年末，达许纳发行了《吉米·芬奇传奇》（The Jimmy Fincher Saga）的全四本，该系列一直由小区域出版商发行。他的出版商让他写另一本书，但他反而决定进军全国图书市场。同年11月，他去睡觉时得到了灵感，“一群青少年生活在一个充斥着可怕生物、未来的、黑暗的、反乌托邦设定的无法解决的迷宫中。这将会一个研究他们大脑的试验。他们要完成可怕的事情。可怕的事情使人完全失望。直到受害者把一切发挥得淋漓尽致。”2005年12月达许纳开始撰写该书，2006年3月结束。

## 评价
科克特书评写道，“（小说）余音绕梁，显然只是个开头，给读者留下对续集的期望。”
《德撒律新闻报》的杰西卡·哈里森给小说标签为“一本适合13岁以上孩子的惊心动魄的冒险小说，把读者的心都抽出来，留给他们更多的请求。”她指出，“开头有点慢”，但跟湯瑪士的困惑很匹配，到后来他更为适应一切后脚步才加快，她写道“作者几乎趋向于舒缓读者的情绪，让他们对接下来的快节奏和不停歇的运动做好准备。”不过，她指出“唯一的缺点”是“俚语的虚构”，尽管俚语“感觉很现实，适合角色，却很陈腐。但从另一面来看，俚语的频繁使用让读者几乎对其脱敏并学会忽略它。”

## 改编电影
福克斯于2014年9月19日发行了改编自小说的同名电影。魏斯·鲍尔担任导演，T·S·诺伍林编剧。狄伦·欧布莱恩出演主角托马斯，托马斯·桑斯特、卡雅·斯考达里奥分别出演纽特和特蕾莎。而米尼奥、查克、盖里、阿尔比则由李基弘、布雷克·库珀、威尔·保尔特和阿梅尔·艾米恩出演。帕特里夏·克拉克森饰演发牌阿瓦·佩奇，而雅各布·拉蒂莫夫则饰演杰夫，兰德尔·坎宁安饰演克林特。克里斯·谢菲尔德饰演本，德克斯特·达登扮演煎锅，乔·阿德勒扮演扎特。参演《焦土试炼》的明星阵容亦被公布。
韦恩·哈根担任艺术家，艾伦·戈德史密斯-韦恩、林赛·威廉姆斯和李·斯托尔曼担任制片人。
生物设计师肯·巴尔瑟拉梅为电影设计“鬼火獸”。
影片于2013年5月13日开机，7月12日杀青。